# Les Ulis
Les Ulis település Franciaországban, Essonne megyében. Lakosainak száma 25 633 fő (2022. január 1.). Les Ulis Orsay, Saint-Jean-de-Beauregard, Bures-sur-Yvette, Gometz-le-Châtel, Marcoussis, Villebon-sur-Yvette és Villejust községekkel határos.

## Népesség
A település népességének változása:
| Lakosok száma | 20 283 | 24 914 | 24 764 | 25 031 | 25 208 | 24 764 | 25 024 | 25 165 | 25 253 | 25 633 |
|               | 1975   | 2013   | 2015   | 2016   | 2017   | 2018   | 2019   | 2020   | 2021   | 2022   |